# 山口リエラ
山口 リエラ（やまぐち リエラ、1977年8月5日 - ）は、日本の元タレント。所属事務所は芸映プロダクション→Bon Vivant、所属レコード会社はポリドール・レコード～マジックアイランドレコード。旧芸名は山口 リエ。

## 来歴・人物
東京都江戸川区出身。身長160cm。
グラビア時代のスリーサイズはB85・W59・H87のDカップ。
1991年、CM主演にて芸能界デビュー。1996年に堀越高等学校卒業後、本格的にタレント活動を展開。2003年1月に事務所を移籍。同年10月に川島なお美の提案で、芸名を「山口リエラ」に改名する。
2005年5月に芸能界を引退、一般企業に就職。その一方でブログの執筆を一般人の立場で現在まで続けている。
2008年1月に小学校時代の同級生と結婚、2009年4月2日に長女を、2011年10月9日に次女を出産。現在は主婦業の傍ら、フラダンスのサークルを主催。
2023年1月15日、「宮前真樹
Birthday Live 2023」に出演、デビュー曲の「ピュア」を披露。
2024年4月14日、「大山文彦追悼ライブ」に出演、2人で海を見に行こうよ！、クローバーが咲いたから…の2曲を披露した。
2025年1月19日、「宮前真樹 52thBirthdayLive2025」に出演。OPTIMIST、雨が好きを披露した。

## 出演作品

### テレビ番組
- NIGHT HEAD（1992年） - 双海翔子役
- 引っ越せますか（1993年） - 池渕琴子役
- 超常怪奇スペシャル 矢追純一の異次元ワールド「噂の委員会」（1993年12月24日）
- ジルドラ・ラブ（1993年）
- はなきんデータランド（1994年）
- 早坂好恵のパッパラパラダイス（1994年）
- 天使のU・B・U・G（1994年）
- ウイークエンドドラマ『金魚のフン』（1996年） - ミチコ役
- タモリの超ボキャブラ天国（1996年）
- めちゃ×2イケてるッ!　「爆烈お父さん」（1997年2月22日）
- ウルトラマンダイナ（1997年） - ハルナ役
- 世界ウルルン滞在記（1998年）
- ゲームEX（1999年）
- いきなり!黄金伝説。（2000年）

1日3食とりながらダイエットするアイドル ～一ヶ月1万円節約生活第3弾～
- 世にも奇妙な物語 「友達登録」(2001年) - アンドウナナコ役
- 月曜ミステリー劇場『西村京太郎サスペンス 十津川警部シリーズ23 終着駅殺人事件』(2001年) - 橋口まゆみ役
- 温泉へ行こう3（2002年） - 藤崎レミ(村田照子)役
- 女と愛とミステリー『西村京太郎サスペンス 寝台特急「はやぶさ」の女』（2004年1月7日）
- F.C.オフサイドトーク（2004年）
- 特命係長 只野仁（第2期 第14話）(2005年) - 沢田厚子役
- 爆報! THE フライデー（TBSテレビ、2016年4月15日）

### コマーシャル
- 味の素「ほんだし」（1991年）
- 敷島製パン「チーズ蒸しパン」（1991年）
- ロート製薬「メンソレータム薬用キャンパスリップ」（1991年）
- 江崎グリコ「アイスの実」（1992年）
- サンヨー食品 「カップスター」（1994年）
- カネボウ 「ナチュラルボディソープ」（1994年）
- ハウス食品「クリッパー」（1996年）
- ELLCOS JAPAN「Mr.ハビット」（1997年）
- タックス本部[5]（1998年）

### ビデオシネマ
- ブラック・ジャック（1996年4月25日）
- ときめきアフタースクール（1996年10月11日）
- ときめきアフタースクール2 悪夢の投稿写真（1996年12月13日）
- ニッポン競輪アカデミー 青春、ジャン！（1997年5月3日）
- 制服少女 放課後の誘惑（ときめきアフタースクールの再発）（1998年10月）
- 制服少女2 放課後の誘惑（ときめきアフタースクール2の再発）（1998年12月）
- 稲川淳二の恐怖劇場2（2000年7月25日）
- ジュブナイル・フィリーズ
- Poems.

### ミュージカル
- アルプスの少女ハイジ（1998年-2003年：5シーズン）

### ゲーム
- Moon Cradle 異形の花嫁（1995年12月15日）

## 出版

### 写真集
- candy kiss（1994年12月25日、ISBN 4847023846）
- 放課後のリエは謎だらけ フォトCDグラビア（1995年）
- レゾン・デートル（1996年1月30日、ISBN 4821120798）
- LAST TEEN（1997年8月10日、ISBN 4764818337）
- Angel（2000年12月1日、ISBN 4894616076）

### 雑誌
- デラべっぴん No.87（1993年2月号、英知出版）表紙

## ディスコグラフィー

### シングル
- ピュア（1993年6月23日）
- ときめきはひとりぼっち（1993年10月20日）
- クローバーが咲いたから…（1994年2月2日）
- 雨が好き（1994年6月25日）
- オプティミスト（1996年2月25日）
- さあ、わたしをみて！（1998年7月22日）

### アルバム
- charm ～チャーム～（1994年7月25日）

1. ときめきはひとりぼっち(the latest vocal version)
2. 2人で海を見に行こうよ!(the latest vocal & remix version)
3. キューピッドは知ってるの(the latest vocal version)
4. 知らんぷり
5. クローバーが咲いたから···
6. ピュア(the latest vocal & remix version)
7. ときめきはひとりぼっち~reprise~

- chic ～シィック～（1994年7月25日）

1. secret (4:17) 作詞:柚木美祐 作曲:根岸貴幸 編曲:根岸貴幸
2. 夏へ連れていって(4:59) 作詞:柚木美祐 作曲:高浪敬太郎 編曲:高浪敬太郎
3. 17·-seventeen- (4:59) 作詞:柚木美祐 作曲:中野多佳子 編曲:水島康貴
4. きっと王子様が(8:52) 作詞:柚木美祐 作曲:高浪敬太郎 編曲:高浪敬太郎
5. 雨が好き(4:59) 作詞:柚木美祐 作曲:清岡千穂 編曲:水島康貴
6. あなたへ···(4:20) 作詞:柚木美祐 作曲:根岸貴幸 編曲:根岸貴幸
7. 雨が好き ~French version~(5:22) (EXTRA TRACK) 作詞:柚木美祐 訳詞:Christophe Goze & Michelle Flynn 作曲:清岡千穂 編曲:水島康貴